# Вілліфорд (Арканзас)
Вілліфорд (англ. Williford) — місто (англ. town) в США, в окрузі Шарп штату Арканзас. Населення — 79 осіб (2020).

## Географія
Вілліфорд розташований на висоті 99 метрів над рівнем моря за координатами 36°15′7″ пн. ш. 91°21′36″ зх. д. / 36.25194° пн. ш. 91.36000° зх. д. (36.251826, -91.360094).  За даними Бюро перепису населення США в 2010 році місто мало площу 0,82 км², уся площа — суходіл. В 2017 році площа становила 0,91 км², уся площа — суходіл.

## Демографія
Згідно з переписом 2010 року, у місті мешкало 75 осіб у 33 домогосподарствах у складі 19 родин. Густота населення становила 92 особи/км².  Було 47 помешкань (58/км²). 
Расовий склад населення:
| - 86,7 % — білих - 4,0 % — корінних американців |

До двох чи більше рас належало 9,3 %. Іспаномовні складали 0,0 % від усіх жителів.
За віковим діапазоном населення розподілялося таким чином: 25,3 % — особи молодші 18 років, 62,7 % — особи у віці 18—64 років, 12,0 % — особи у віці 65 років та старші. Медіана віку мешканця становила 39,5 року. На 100 осіб жіночої статі у місті припадало 120,6 чоловіків;  на 100 жінок у віці від 18 років та старших — 133,3 чоловіків також старших 18 років.
За межею бідності перебувало 16,3 % осіб, у тому числі 23,1 % дітей у віці до 18 років та 0,0 % осіб у віці 65 років та старших.
Цивільне працевлаштоване населення становило 7 осіб. Основні галузі зайнятості: виробництво — 28,6 %, публічна адміністрація — 14,3 %, освіта, охорона здоров'я та соціальна допомога — 14,3 %.
За даними перепису населення 2000 року у Вілліфорді проживало 63 особи, 18 сімей, налічувалося 32 домашніх господарств і 46 житлових будинків. Середня густота населення становила близько 70 осіб на один квадратний кілометр. Расовий склад Вілліфорда за даними перепису розподілився таким чином: 96,83 % білих, 3,17 % — представників змішаних рас.
З 32 домашніх господарств в 25 % — виховували дітей віком до 18 років, 43,8 % представляли собою подружні пари, які спільно проживали, в 6,3 % сімей жінки проживали без чоловіків, 43,8 % не мали сімей. 40,6 % від загального числа сімей на момент перепису жили самостійно, при цьому 18,8 % склали самотні літні люди у віці 65 років та старше. Середній розмір домашнього господарства склав 1,97 особи, а середній розмір родини — 2,61 особи.
Населення містечка за віковою діапазону за даними перепису 2000 розподілилося таким чином: 19 % — жителі молодше 18 років, 9,5 % — між 18 і 24 роками, 27 % — від 25 до 44 років, 27 % — від 45 до 64 років і 17,5 % — у віці 65 років та старше. Середній вік мешканця склав 42 роки. На кожні 100 жінок у Вілліфорі припадало 110 чоловіків, у віці від 18 років та старше — 112,5 чоловіків також старше 18 років.
Середній дохід на одне домашнє господарство в містечкі склав 11 875 доларів США, а середній дохід на одну сім'ю — 20 000 доларів. При цьому чоловіки мали середній дохід в 11 250 доларів США на рік проти 11 250 доларів середньорічного доходу у жінок. Дохід на душу населення в містечкі склав 27 942 долари на рік. 30 % від усього числа сімей в містечкі і 29,6 % від усієї чисельності населення перебувало на момент перепису населення за межею бідності, при цьому з них 71,4 % були молодші 18 років та жодного — у віці 65 років та старше.